# 금붓꽃
금붓꽃은 붓꽃과에 딸린 여러해살이풀이다. 중국과 한국 원산이다.
모양은 붓꽃과 거의 비슷하나 키가 작아 높이가 10-30cm이다. 땅속줄기는 가늘며, 옆으로 길게 뻗는다. 잎은 3-4장 나고, 창 모양이며, 밑이 줄기를 싼다. 꽃은 4월에 꽃줄기 끝에서 1개씩 피고, 노랗다. 열매는 삭과이며, 둥글다.

## 사진

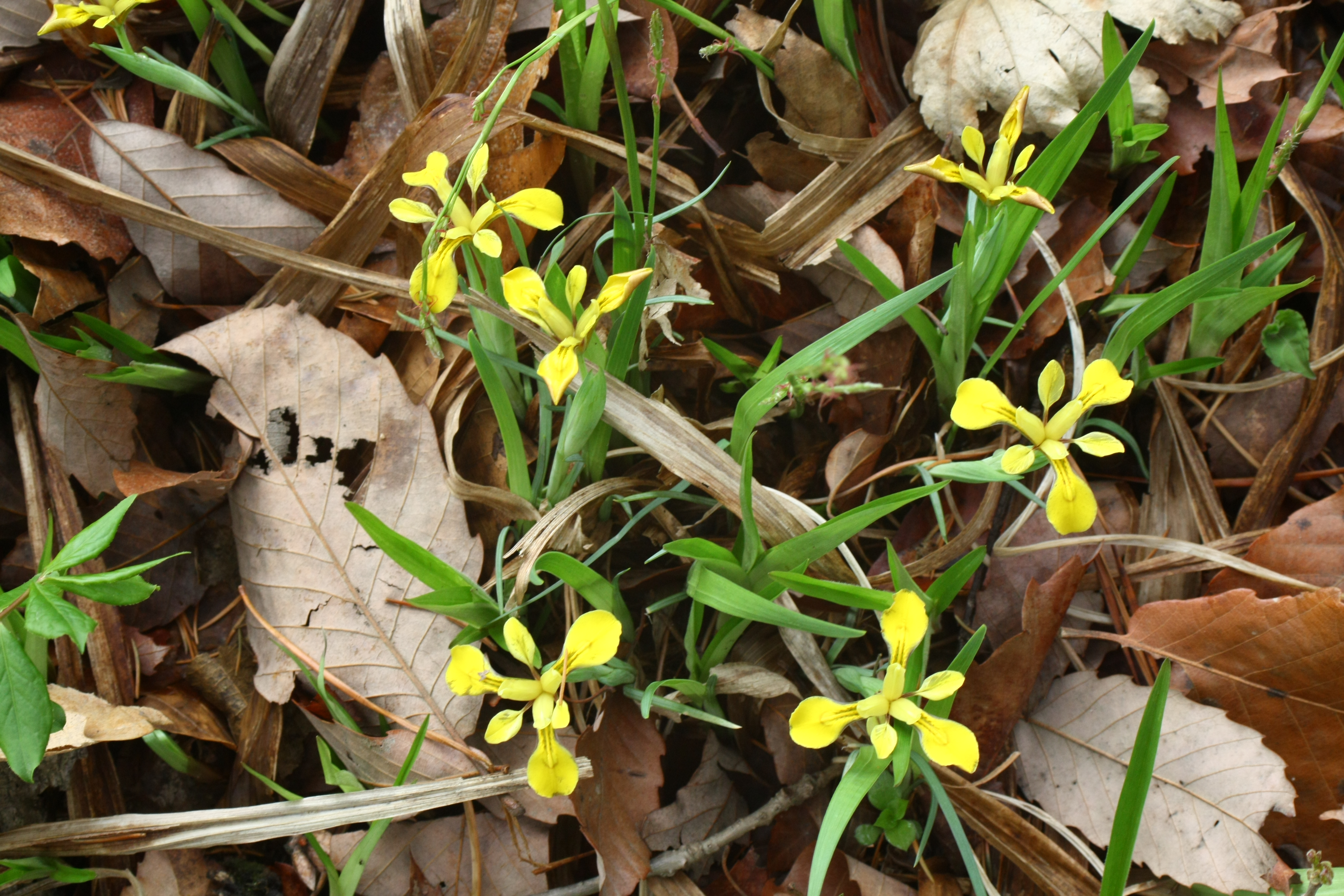
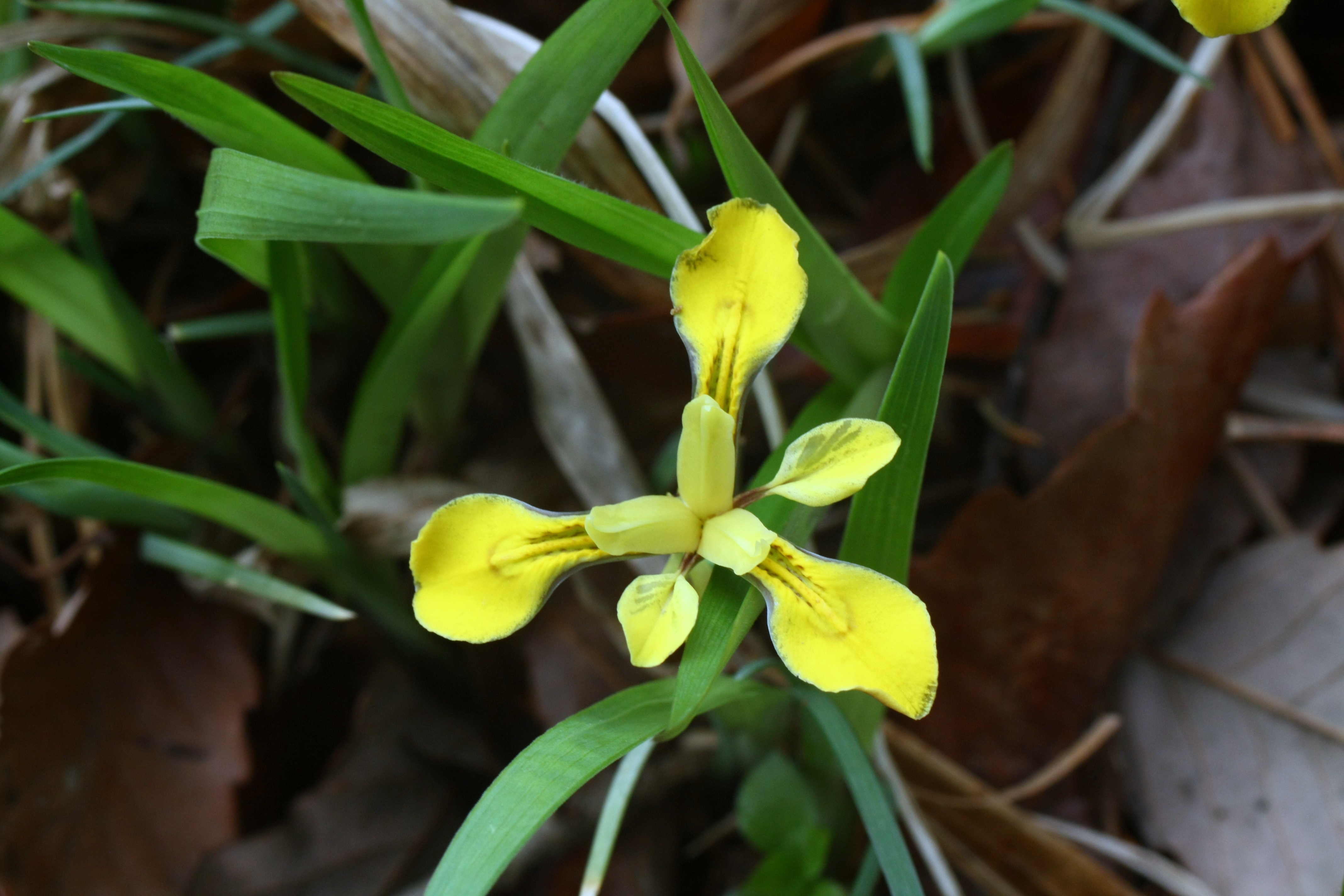
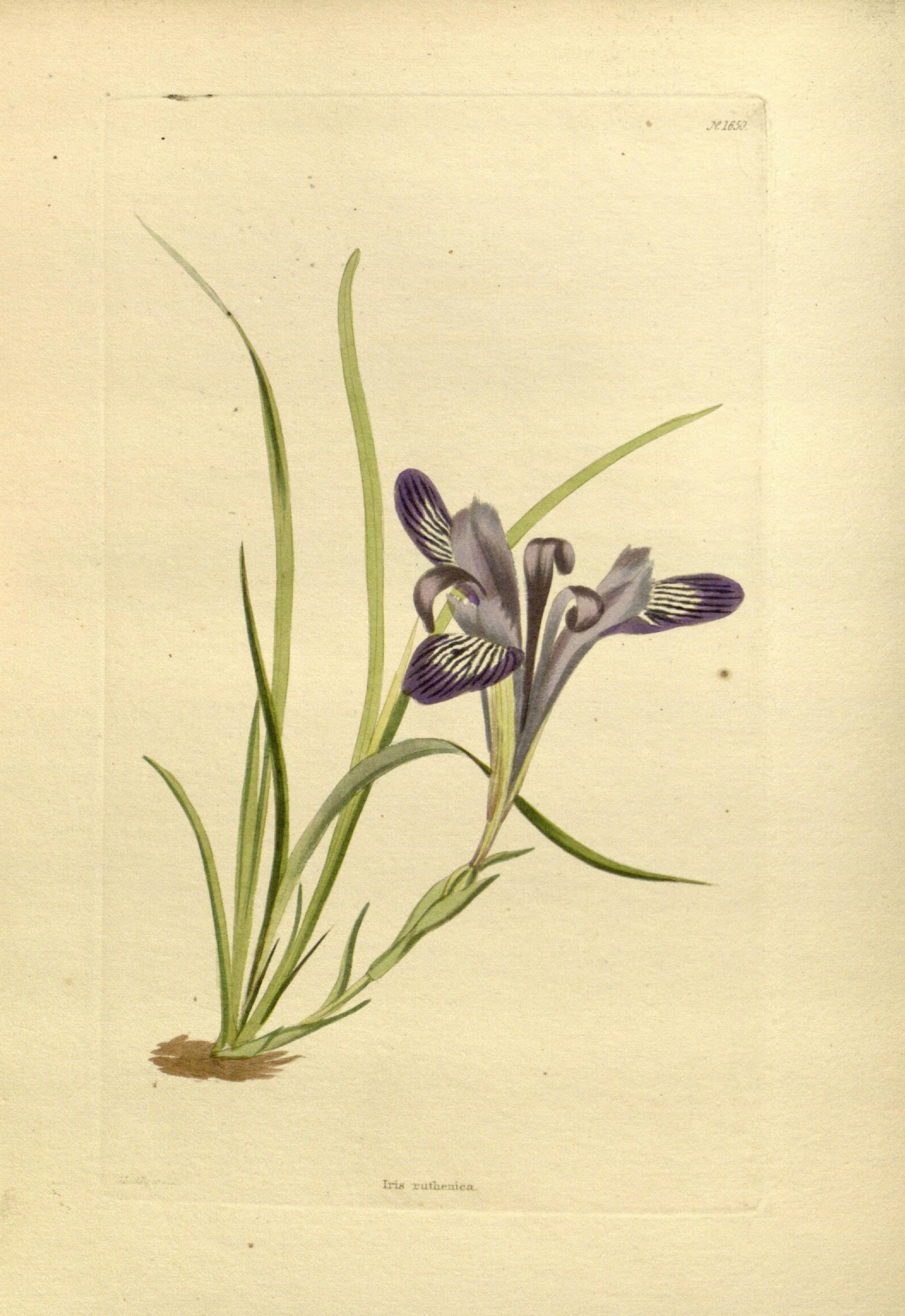
Curtis's Botanical Magazine vol. 136에 실린 금붓꽃 그림